# Даффи, Джеймс (рядовой)
Джеймс Даффи (англ. James Duffy, ирл. Séamus Ó Dubhthaigh, 17 ноября 1889 — 8 апреля 1969) — ирландский кавалер креста Виктории, высшей воинской награды за героизм проявленный в боевой обстановке, что может быть вручена военнослужащим стран Содружества и прежних территорий Британской империи.

## Биография
Джеймс Даффи родился в деревне Гуидор, графство Донегол, Ирландия. К 28 годам он был рядовым 6-го батальона королевских эннискилленских фузилёров британской армии. За свои действия в районе Керекеина-Пик (территория современного Израиля), Палестина 27 декабря 1917 года был представлен к награде.
В официальном объявлении о награде говорилось:
За проявление выдающейся храбрости в обстановке, когда его рота занимала крайне неблагоприятную позицию. Рядовой Даффи, санитар-носильщик, вместе со своим напарником предпринял попытку вынести с поля боя тяжело раненного товарища. Когда его напарник был также ранен, рядовой Даффи вернулся на исходный рубеж за другим человеком, но и тот был убит практически сразу. Рядовой продолжил дальше свой путь в одиночку и под сильнейшим обстрелом смог вытащить обоих раненных в укрытие и оказать им первую помощь. Его храбрость безусловно спасла жизни этих двух человек, и он продемонстрировал полное пренебрежение опасностью под очень плотным огнём противника..
Прожив до 79 лет, Джеймс скончался в Дромани, Леттеркенни, 8 апреля 1969 года и погребён на кладбище Конвал в Леттеркенни, Донегол. Его крест Виктории хранится в экспозиции полкового музея королевских эннискилленских фузилёров в Эннискиллене, Северная Ирландия.
10 июля 2007 года в городском парке Леттеркенни, в дань уважения к ветерану войны, была открыта каменная скамья. На торжественной церемонии открытия, которую проводил мэр города Кирон Броган, присутствовала его дочь Нелли.